# Ixora irwinii
Ixora irwinii är en måreväxtart som beskrevs av Piero G. Delprete. Ixora irwinii ingår i släktet Ixora och familjen måreväxter. Inga underarter finns listade i Catalogue of Life.